# ウィリアム・リーヒ

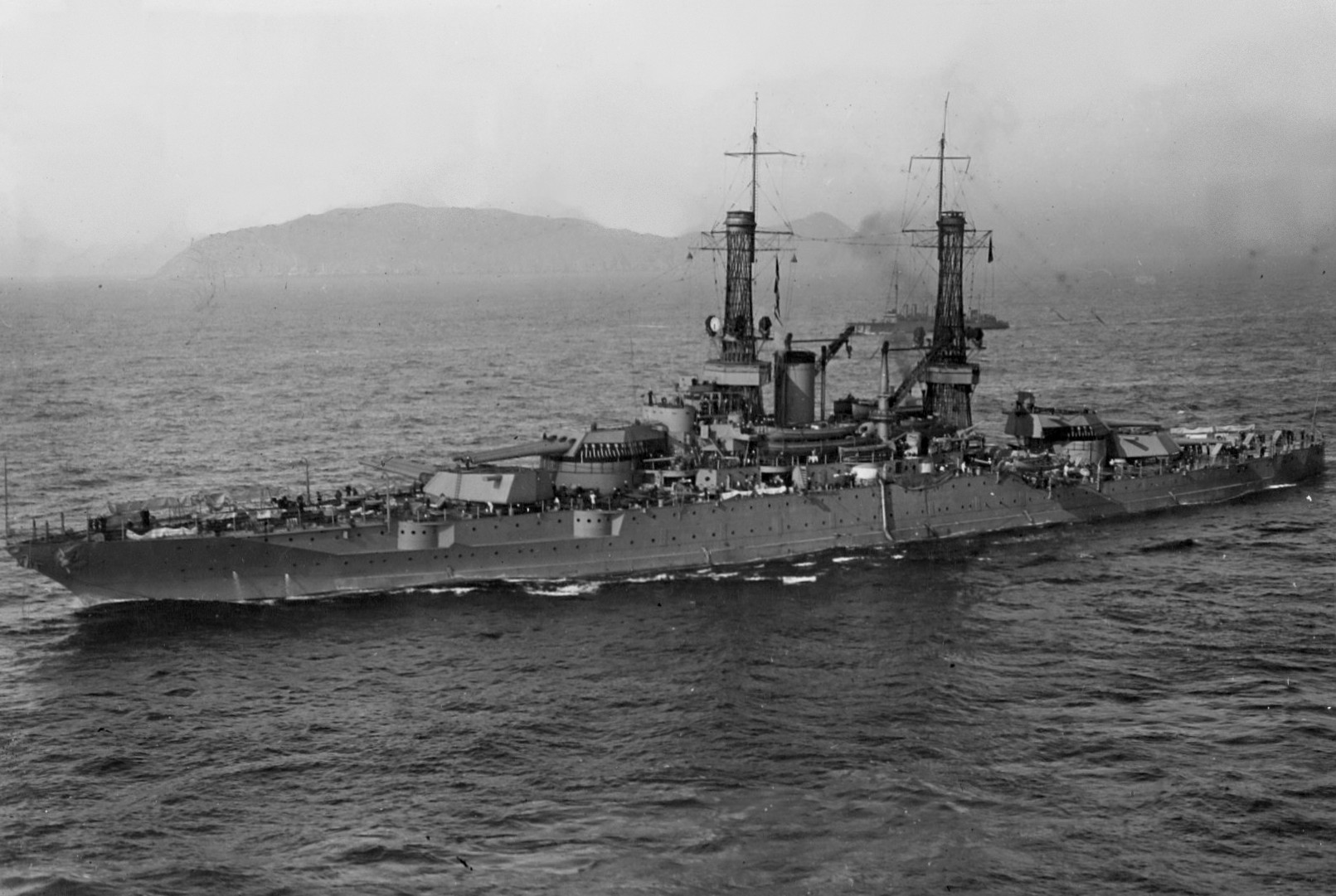
戦艦ニューメキシコ

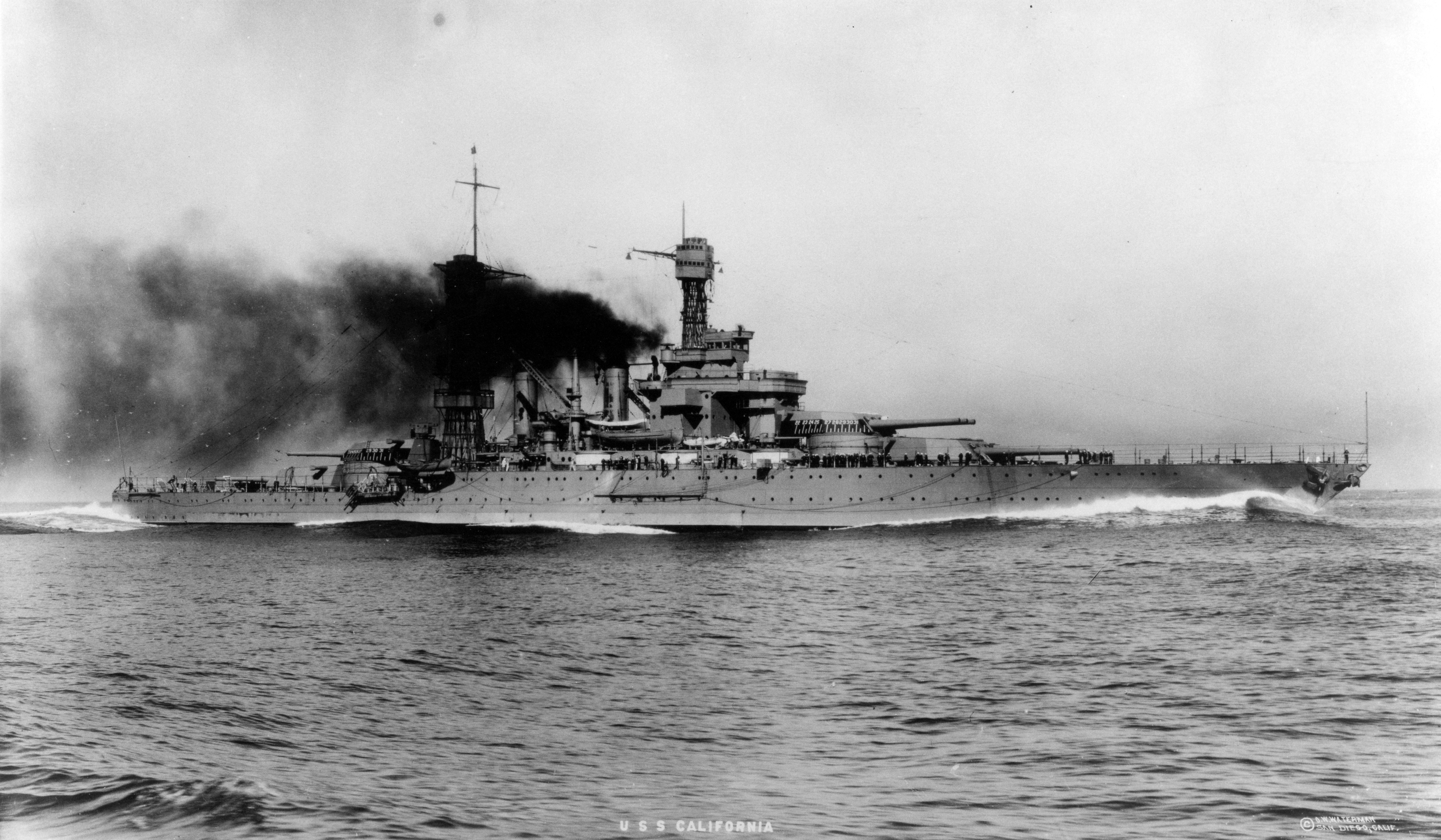
戦艦カリフォルニア

ウィリアム・ダニエル・リーヒ（William Daniel Leahy 発音: [ˈleɪhi]、1875年5月6日 - 1959年7月20日）は、アメリカの海軍軍人。最終階級は海軍元帥。プエルトリコ総督および駐仏大使。アメリカ海軍初の元帥。日本では姓は「レーヒ」と記されることもある。発音は「レイヒ」に近い。
1942年にフランクリン・ルーズベルト大統領によって、合衆国陸海軍最高司令官付参謀長（Chief of Staff to the Commander in Chief of the Army and Navy of the United States. 後の合衆国統合参謀本部議長に相当）に任命され、トルーマン大統領の下でも同職を務めた。

## 経歴

### 生い立ち
リーヒはアイオワ州ハンプトンに生まれる。ウィスコンシン州アシュランドに転居し、成長した。海軍兵学校に入学したリーヒは、1897年に卒業した。

### 海軍
リーヒは少尉候補生としてオレゴン (USS Oregon, BB-3) に着任、太平洋で勤務する。米西戦争時の1898年春、オレゴンはマゼラン海峡を全速で通過し、7月3日にはサンチャゴ・デ・キューバ海戦に参加した。
2年間の海上勤務後、リーヒは1899年7月1日に少尉に任官する。当時彼はアジア戦隊(Asiatic Station)で勤務し、米比戦争および義和団の乱時には砲艦キャスティン (USS Castine, PG-6)、給糧艦グレイシャー (USS Glacier, AF-4) に士官として乗り組み、砲艦マリベレス (USS Mariveles) を指揮した。1902年に帰国し、続く5年にわたってタコマ (USS Tacoma, CL-20)、ボストン (USS Boston) に乗り組み、パナマ運河建設初期のパナマで勤務した。
1907年に海軍兵学校の教官に着任、物理と化学を担当する。1909年に再び海上勤務となり、カリフォルニア (USS California, ACR-6) の航海士官として太平洋艦隊で勤務した。リーヒは1911年10月18日に少佐に昇任し、ジュピター (USS Jupiter, AC-3) がメア・アイランドで起工するときにはタフト大統領の海軍補佐官を務めた。ニカラグア占領時にリーヒは海軍派遣部隊の参謀長であった。
1912年後半に彼はワシントンD.C.での陸上勤務となり、砲術訓練およびエンジニアリング部の副部長を務める。1913年には航海局に異動し、1915年まで勤務する。その後1915年から1916年にかけて砲艦ドルフィン (USS Dolphin, PG-24) の艦長を務め、この時に当時海軍次官補であったフランクリン・ルーズベルトとの友情を深めることとなる。1917年前半には西インド諸島で大西洋艦隊偵察部隊、第3戦隊の先任副官を務めた。
次いで戦艦ネバダ (USS Nevada, BB-36) の副長職を務め、1918年4月のアメリカ合衆国の第一次世界大戦参戦に際しては輸送艦プリンセス・マトイカ (USS Princess Matoika, ID-2290) の艦長に着任、フランスへの兵員輸送に従事した。この任務の功績でリーヒは海軍十字章を受章した。
1918年に再び陸上勤務となり、3年にわたって砲術訓練およびエンジニアリング部の部長職を務め、同時に火器管制委員会の上級委員も務めた。1921年にセントルイス (USS St. Louis, C-20) の艦長に着任、希土戦争でトルコ海域に派遣された。戦争が終了すると第1機雷敷設戦隊を指揮し、1922年には指揮部隊の指揮官も兼任した。
帰国後1923年から1926年まで航海局の人事部長を務め、その後戦艦ニューメキシコ (USS New Mexico, BB-40) の艦長を1年務める。1927年には少将に昇進、兵站局長に就任した。およそ4年間同職を務め、1931年には駆逐艦偵察部隊の指揮官に着任した。
息子のウィリアム・H・リーヒは1927年に海軍兵学校を卒業し、第二次世界大戦が始まる前に海軍の情報収集活動に従事した。
1933年、再びワシントンD.C.での陸上勤務となり、航海局長を2年間務める。その後中将に昇進、戦艦戦隊の指揮官に着任した。1936年にリーヒは戦闘艦隊司令長官に就任し、併せて大将に昇進、戦艦カリフォルニア (USS California, BB-44) に四つ星の大将旗を掲げた。
1937年1月2日、ルーズベルト大統領より第7代海軍作戦部長に指名され、1939年8月1日に一旦退役するまでこの任にあった。大統領は「ビル、我々が戦争をするならば、君は直ちにここに戻って私の手助けをしてくれ。」と語った。

### 外交官職

#### プエルトリコ総督

リーヒ提督とプエルトリコ政府職員

1939年9月から1940年11月までリーヒはプエルトリコ総督を務める。総督としての間に彼は島の向こう側に建設された軍事基地と補給基地の発展を監督した。リーヒは島の政治に直接干渉しないオープン・スタンスを取り、島の慣習を尊重し主要な公共事業を開始した。島の住民たちは彼の名をもじって「アルミランテ・リジャ Almirante Lija」（紙やすり提督）の愛称で呼び、20世紀前半にプエルトリコに貢献した寛大なアメリカ人総督の一人と見なした。

#### フランス大使

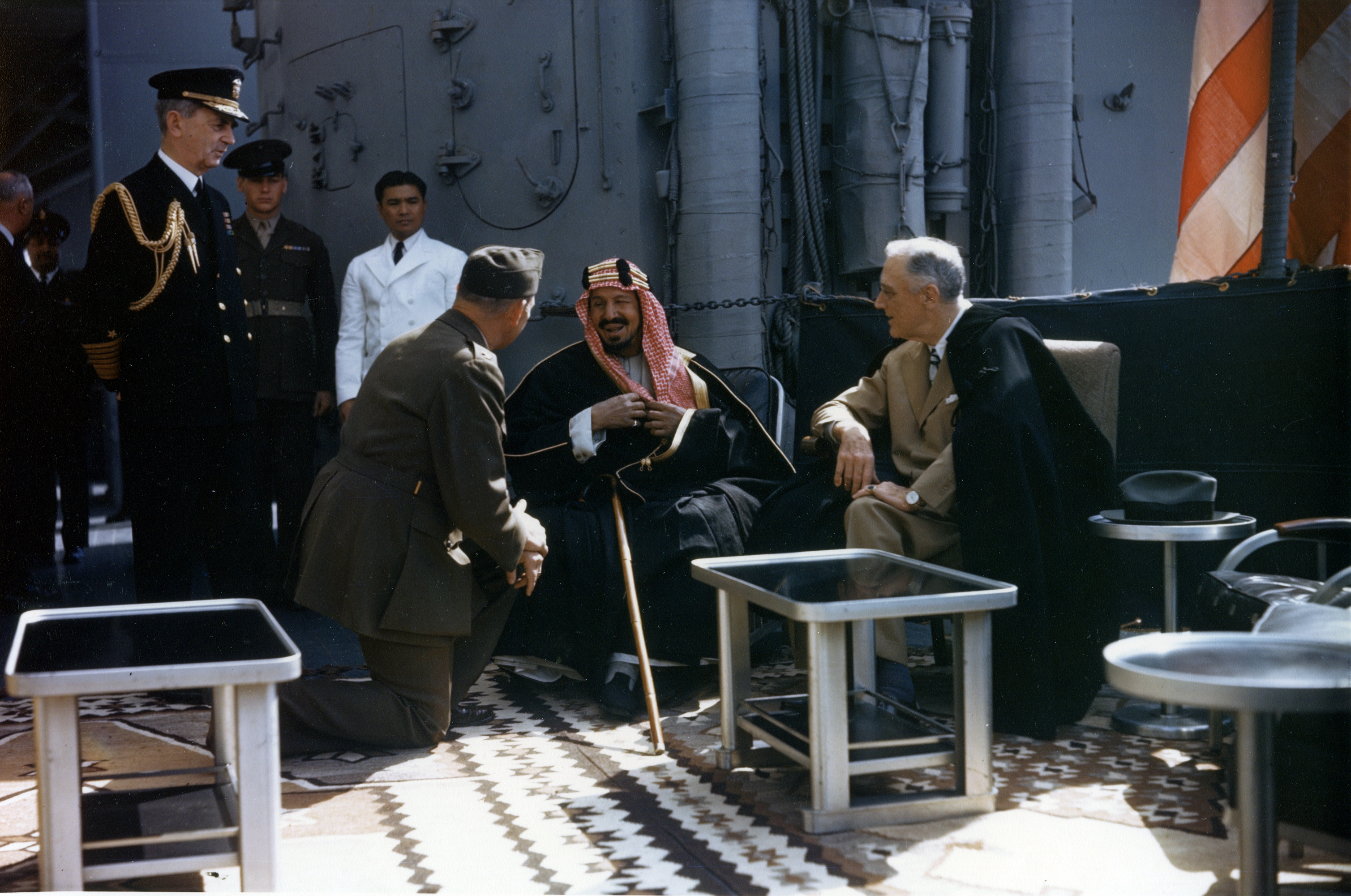
クインシー艦上でサウジアラビアのサウード国王と会談するルーズベルト大統領とリーヒ提督

1940年にフランスがドイツに降伏すると、リーヒは駐仏大使を拝命。ヴィシー政権に対してヒトラーへの抵抗を呼びかけたが、これは成功しなかった。リーヒは自らの回想録「I Was There」で、「（私の）主要な任務はフランスを連合国側にとどめておくことであったが、それは不可能であった。」と語っている。リーヒは1942年5月に再招集され、6月20日に再び海軍に復帰した。

### 現役復帰

#### 合衆国陸海軍最高司令官付参謀長

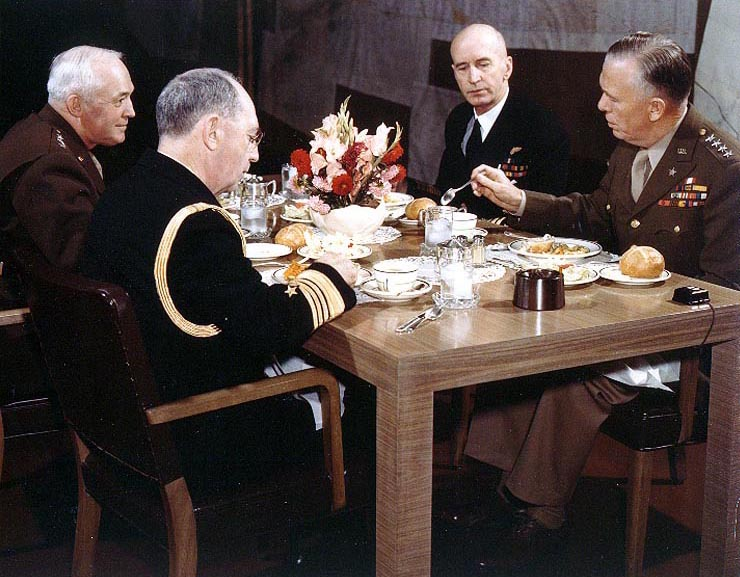
陸海軍参謀長会議メンバーによる会食（1943年頃）。左から、ヘンリー・アーノルド陸軍大将（陸軍航空軍総司令官）、ウィリアム・リーヒ海軍大将、アーネスト・キング海軍大将（海軍作戦部長）、ジョージ・C・マーシャル陸軍大将（陸軍参謀総長）

アメリカ合衆国が第二次世界大戦に参戦すると、ルーズベルト大統領は個人的なアドバイザーが必要であると決定した。大統領は海軍から作戦部長アーネスト・キング大将、陸軍から参謀総長ジョージ・マーシャル大将、陸軍航空軍から総司令官ヘンリー・アーノルド大将を指名した。彼らはこの動きに抵抗し、マーシャルがリーヒだけがこのポストを受け入れられると提案した。
リーヒは、1942年7月6日に合衆国陸海軍最高司令官付参謀長 (Chief of Staff to the Commander in Chief of the Army and Navy of the United States) に就任した。リーヒは、ルーズベルト大統領の軍事顧問（Aide to President Franklin D. Roosevelt and as Senior Member of the Joint Chiefs of Staff）、並びにトルーマン大統領の軍事顧問として、後の合衆国統合参謀本部議長に相当する役割を1949年まで務めた。
ノルマンディー上陸作戦決行当日の1944年6月6日、リーヒは故郷のアイオワ州ハンプトンで一日を過ごした。この良く宣伝された「感傷旅行」は、ドイツを欺くための活動の一環であった。このアイデアはワシントンD.C.を含むアメリカ国内のドイツのエージェントに対して、軍の高官が首都から離れている間は重大な作戦は実施されないと信じ込ませるためのものであった。
1944年12月15日には新たに制定された海軍元帥の地位が与えられる（五つ星元帥中の最先任)。

### 晩年
1949年に初代統合参謀本部議長 (Chairman of the Joint Chiefs of Staff) にオマー・ブラッドリー陸軍大将が就任した後は、その死まで海軍長官の顧問に留まった。
ビエケス島およびクレブラ島の一部の強制譲渡に関してアメリカ海軍とプエルトリコ政府が和解した後、リーヒは1949年3月に辞職した。翌年に回想録「I Was There」を出版する。リーヒ元帥は1959年7月20日にベセスダ海軍病院で死去（84歳没）した。
その栄誉を称え、リーヒ級ミサイル巡洋艦の1番艦にその名が命名された。

## 原爆投下について

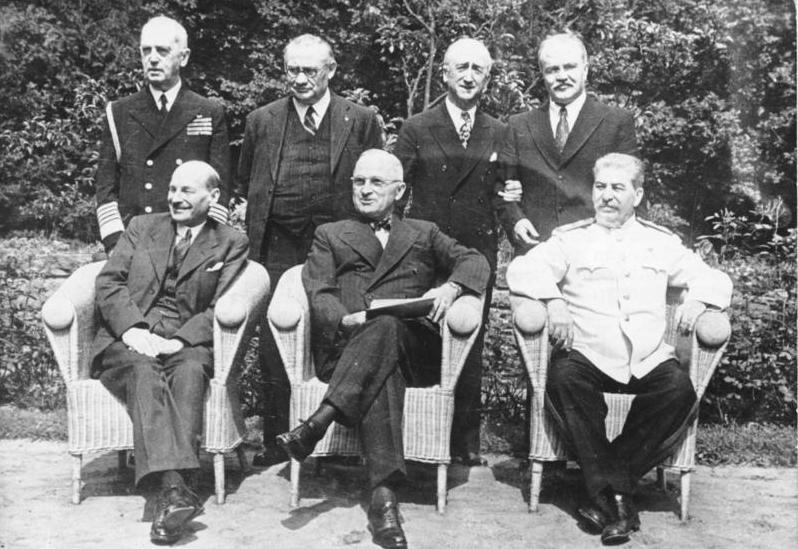
前列左から：クレメント・アトリー、ハリー・S・トルーマン、ヨシフ・スターリン; 後列：ウィリアム・リーヒ、アーネスト・ベヴィン、ジェームズ・F・バーンズ、ヴャチェスラフ・モロトフ.

ヴァネヴァー・ブッシュが原子爆弾の作用を説明した後、リーヒはトルーマン大統領に対して「これは我々がなしえた最も馬鹿げたことです。この爆弾は使うべきではありません。私は爆薬の専門家として進言します。」と話したと、戦後になって主張している。ルーズベルトの死後は引き続きトルーマン大統領を補佐したが、非戦闘員を犠牲にすることをよしとしない軍人としての立場から、原子爆弾の試験後も日本への原子爆弾投下に対しては批判的だったという。しかし、リーヒが日本への原爆投下に当時実際に反対したという実質的な証拠は何ら存在しないとされている。
彼の回想録では以下のように語っている。
リーヒは決して卓越した戦略家でも軍政家でもなかったが、穏健な良識家として知られ、とりわけルーズベルト大統領の信望が篤かった。統合参謀本部においては表立って意見を表明することはせず、会議の調整役と大統領への連絡役に徹したという。
リーヒは、トルーマンに無条件降伏に固執せず、被害を大きくするべきではないと意見している。

## 参照
1. ↑  http://dictionary.reference.com/browse/leahy
2. ↑  Naval history section
3. ↑  Leahy, William I Was There Whittlesey House 1950 p. 8
4. ↑  “Fleet Admiral Leahy Dies at 84; Presidents' Chief of Staff in War; Aide at Yalta, Potsdam and Other Conferences Had Been Envoy to Vichy Admiral William D. Leahy Dies (July 21, 1959)”.  ニューヨーク・タイムズ. 2025年8月6日閲覧。
5. ↑  Phillips O'Brien (2019年5月30日). “The Hidden Power Behind D-Day: As a key advisor to F.D.R., Adm. William D. Leahy was instrumental in bringing the Allies together to agree upon the invasion of Nazi-occupied Europe”. スミソニアン (雑誌).  スミソニアン協会. 2025年8月6日時点のオリジナルよりアーカイブ。2025年8月6日閲覧。
6. ↑  “Leahy, William D.: Fleet Admiral, USN, (1875-1959). Chief of Naval Operations, 1937-1939; Senior Member of the World War II Joint Chiefs of Staff”.  Naval History and Heritage Command. 2025年8月6日閲覧。
7. ↑  “The decision to use the atomic bomb | WWII, Hiroshima & Nagasaki”.   Encyclopædia Britannica, Inc.. 2023年12月24日閲覧。
8. ↑  金子敏夫 『神風特攻の記録』 光人社〈光人社NF文庫〉、2001年。p. 225